# Edmund James Bristol
Pour les articles homonymes, voir Bristol.
Edmund James Bristol (4 septembre 1861-14 juillet 1927) est un homme politique canadien de l'Ontario. Il est député fédéral conservateur de la circonscription ontarienne de Toronto-Centre d'une élection partielle en 1905 à 1925 et de Toronto-Est-Centre de 1925 à 1926. Il est ministre dans le cabinet du premier ministre Arthur Meighen.

## Biographie
Né à Napanee dans le Canada-Ouest, Bristol étudie au Upper Canada College et ensuite à l'Université de Toronto d'où il gradue avec un B.A. en 1883. Il fréquente ensuite la Osgoode Hall Law School et est nommé au Barreau de l'Ontario en 1886. Par la suite, il pratique le droit avec la firme Howland, Arnoldi, and Bristol de Toronto et dont il est partenaire.
Bristol est élu à la Chambre des communes du Canada à la suite d'une élection partielle en 1905. Réélu en 1908, 1911, 1917, 1921 et en 1925, il siège au cabinet à titre de ministre sans portefeuille en 1921. Il ne se représente pas en 1926.
Il souffrie d'une première hémorragie cérébrale au mois de février de l'année 1927, puis d'une deuxième le 13 juillet de la même année et mourut le 14 juillet 1927. Malgré le fait qu'il avait dans sa vie administré de grande quantité d'argent à sa mort sa succession ne valait que 23 000$.

## Famille

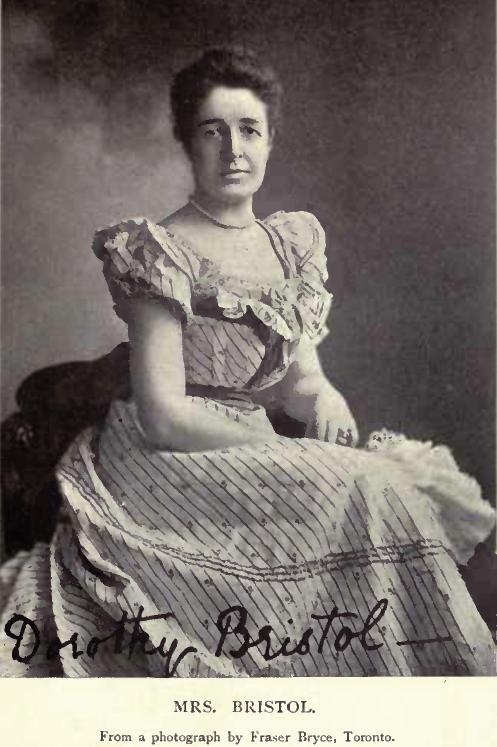
Mrs Dorothy Bristol née Armour

Membre proéminent du barreau de l'Ontario, Bristol marrie Mary Dorothy Armour en septembre 1889. Son père étaitJohn Douglas Armour, juge à la Cour suprême du Canada et sa mère Sarah Minerva Everitt. Il n'eut  aucun enfant avec son épouse Mary Dorothy Armour, qu'il épousa le 21 septembre 1899.